# 拉爾達薩爾村
拉爾達薩爾村（波斯語：‎），是伊朗吉兰省阿姆拉什县兰库区沙布庫斯拉特鄉的一个村。2006年人口普查顯示該村人口为74人，分佈在27个家庭中。